# 이시이 코지
이시이 코지(일본어: 石井 康嗣 いしい こうじ[*], 1960년 7월 1일 ~ )는 일본의 성우이자 내레이터. 와카야마현 아리다시 출신. 

## 소속사
- 켄 프로덕션
- 베니야 25시
- 비-보(Vi-vo)

## 출연 작품

### 애니메이션
1997년
- 용자왕 가오가이가 (타이가 코타로, 심장원종)

1998년
- 강철 커뮤니케이션 (손)
- 괴짜가족 (국회의원, 도이츠 진, 벰)
- 프린세스 나인 (키도 신사쿠)

2003년
- 디지몬 테이머즈 (챠츠라몬)

2012년
- 원피스 (피셔 타이거)

2015년
- 은혼 4기 10화 성전환편 (카구라돈(카구라))

2020년
- 얼터드 카본: 리슬리브 (겐조))

2024년
- 명탐정 코난: 100만 달러의 오릉성 (나카모리 긴조))

2025년
- 극장판 도라에몽: 진구의 그림이야기 (이젤)

### 게임
- 아랑 마크 오브 더 울브스 -  가토
- 아랑전설  시리즈 -  야마자키 류지, 모치즈키 소카쿠

### 특촬물
2011년
- 해적전대 고카이저 (다마라스)